# Axioma's van Huntington
De axioma's van Huntington vormen een set wiskundige voorwaarden opgesteld door Edward Vermilye Huntington in het begin van de 20e eeuw. Deze axioma's beschrijven de structuur van een Booleaanse algebra, een abstracte algebraïsche structuur die van fundamenteel belang is in zowel de logica als de verzamelingenleer.

## Context
In 1904 introduceerde Edward Huntington een set van axioma's voor Booleaanse algebra's in zijn artikel Sets of Independent Postulates for the Algebra of Logic. Zijn werk was een belangrijke mijlpaal in de formele ontwikkeling van de wiskundige logica, aangezien het aantoonde dat een Booleaanse algebra volledig gekarakteriseerd kan worden door een minimale set axioma's.

## Eigenschappen
De axioma's van Huntington staan bekend om hun minimalistische karakter. Dit betekent dat deze set axioma's voldoende is om alle eigenschappen van een Booleaanse algebra af te leiden, zonder dat er overbodige aannames nodig zijn.

### 1. Commutatieve wetten
- {\displaystyle x\lor y=y\lor x}
- {\displaystyle x\land y=y\land x}

### 2. Distributieve wetten
- {\displaystyle x\land (y\lor z)=(x\land y)\lor (x\land z)}
- {\displaystyle x\lor (y\land z)=(x\lor y)\land (x\lor z)}

### 3. Identiteitswetten
- {\displaystyle x\lor 0=x}
- {\displaystyle x\land 1=x}

### 4. Complementwetten
- {\displaystyle x\lor \lnot x=1}
- {\displaystyle x\land \lnot x=0}

### Notatie
Een booleaanse algebra wordt gedefinieerd als de tuple {\displaystyle B=(S,\lor ,\land ,\lnot ,0,1)}, waarbij:
- {\displaystyle S} een verzameling is van booleaanse elementen.
- {\displaystyle \lor } de logische OR-operator (vereniging) is.
- {\displaystyle \land } de logische AND-operator (doorsnede) is.
- {\displaystyle \lnot } de logische NOT-operator (complement) is.
- 0 en 1 de respectieve waarden van onwaar en waar zijn.

Let op! De wiskundige symbolen {\displaystyle \lor }, {\displaystyle \land }, 0 en 1 die hier gebruikt worden voor het definiëren van een booleaanse algebra, hebben niet dezelfde betekenis als de symbolen die worden gebruikt binnen bijvoorbeeld de theorie van de reële getallen. De betekenis van deze symbolen is specifiek voor booleaanse algebra's en kan variëren afhankelijk van de algebraïsche context.

## Toepassingen
De axioma's van Huntington hebben brede toepassingen binnen de wiskunde en informatica. Ze vormen de basis voor:
- Logische schakelingen: Het ontwerp van digitale circuits, zoals AND-, OR- en NOT-poorten, is gebaseerd op Booleaanse algebra.
- Zoekalgoritmen: De optimalisatie van zoekopdrachten in databases en zoekmachines maakt gebruik van Booleaanse logica.
- Formele verificatie: Bij het valideren van software- en hardwareontwerpen worden de principes van Booleaanse algebra toegepast.